# Robby McGehee
Robby McGehee, né le 20 juillet 1973 à Saint-Louis, est un pilote automobile américain. Il est notamment pour avoir été sacré Rookie of the Year des 500 miles d'Indianapolis en 1999.

## Biographie
Ayant toujours rêvé de faire de la compétition automobile, Robby McGehee commence la monoplace en 1994, et intègre l'US F2000 National Championship en 1997. Septième pour sa première saison, il termine troisième du championnat en 1998, avec deux victoires sur le Homestead-Miami Speedway et sur l'Atlanta Motor Speedway. Il est diplômé en 1991 de la St. Louis Country Day School et en 1997 de la Ole Miss (University of Mississippi) avec un Baccalauréat universitaire ès lettres en informatique avec une mineure en français. 
En 1999, Robby McGehee rejoint l'Indy Racing League, sur le Charlotte Motor Speedway : qualifié treizième, il roule en neuvième position quand la course est annulée après la mort de plusieurs spectateurs à cause d'un accident. Un peu plus tard, aux 500 miles d'Indianapolis, il impressionne en terminant la course en cinquième position, et reçoit le trophée du débutant de l'année à l'Indy 500. Il effectue le reste de la saison avec Conti Racing et se classe seizième du championnat. 
En 2000, il monte sur son premier et unique podium en carrière, en terminant deuxième sur le Texas Motor Speedway. Il termine également quatrième  à Atlanta, et finit douzième au championnat. Les années suivantes sont plus compliquées pour McGehee, seizième en 2001 avec pour meilleur résultat une quatrième place au Nashville Superspeedway. L'année 2002 est mouvementée pour lui qui roule dans quatre équipes différentes (Cahill, Beck, Treadway et Cheever), finissant dans le top 10 seulement à Richmond (9e). En 2003 et 2004, il ne participe qu'aux 500 miles d'Indianapolis, abandonnant en 2003, et finissant 22e en 2004. À l'issue de cette course, il prend sa retraite.
Marié en 2005 à Norma, il est le père de triplés (Harry, Robby Jr., Cammie) en 2009. Il est aujourd'hui reconverti en professionnel de l'assurance.

## Résultats en compétition automobile
- 7e en US F2000 National Championship en 1997
- 3e en US F2000 National Championship en 1998 (deux victoires)
- 16e en Indy Racing League en 1999 avec Conti Racing
  - 5e et Rookie of the Year aux 500 miles d'Indianapolis en 1999
- 12e en Indy Racing League en 2000 avec Treadway Racing (un podium)
  - 21e aux 500 miles d'Indianapolis en 2000
- 16e en Indy Racing League en 2001 avec Cahill Racing
  - 11e aux 500 miles d'Indianapolis en 2001
- 21e en Indy Racing League en 2002 avec Cahill Racing, Beck Motorsports, Treadway Racing, Team Cheever
  - Non-qualification aux 500 miles d'Indianapolis en 2002
- Abandon (25e) aux 500 miles d'Indianapolis en 2003 avec Panther Racing
- 22e aux 500 miles d'Indianapolis en 2004 avec PDM Racing